# Peter Westen
Peter Westen (1875 –1934) – przemysłowiec pochodzący z Wiednia. Założyciel zakładów produkcji naczyń emaliowanych, m.in. obecnej Olkuskiej Fabryki Naczyń Emaliowanych Emalia S. A. w Olkuszu. Pochodził z rodziny przemysłowców w branży naczyń emaliowanych. Ojciec Petera, już w 1858 założył w Neschwitz, (Łużyce, Królestwo Saksonii) fabrykę nowoczesnych stalowych naczyń. Następną fabrykę Westenowie założyli w 1873 w Knittelfeld (Austria), a kolejną w 1894 w Cilli (obecnie Celje, Słowenia). Kolejną była fabryka w Ligetfal (1895, obecnie przedmieście Bratysławy) i w 1897 Budweis w Czeskich Budziejowicach.

## Działalność
6 lipca 1907 została zarejestrowana w Olkuszu przez ówczesne władze rosyjskie firma pod nazwą; Akcyjne Towarzystwo Olkuskie Tłoczonych i Emaliowanych Wyrobów „Westen”. Firmę założyli: Peter Westen (Austriak), Fryderyk Meisenholl (Niemiec) i Fryderyk Jakubiec (Czech), jednak to Peter Westen był głównym udziałowcem.
W 1907 zbudował pierwsze hale fabryczne; m.in. emaliernię, odlewnię (tzw. topielnię), oraz tłocznię (tzw. „sztancownię”). W 1908 zbudował fabrykę; Olkuskie Towarzystwo Akcyjne Przemysłu Żelazno-Metalowego w Olkuszu, oddział w Wolbromiu. Produkowano w niej też naczynia emaliowane, ale gdy firma Trieugolnik z St. Petersburga odmówiła dostarczania uszczelek gumowych dla produkowanych baniek na mleko, zakład zmienił branżę – powstała samodzielna firma: „Wolbrom Fabryka Wyrobów Gumowych Spółka Akcyjna w Wolbromiu”, której dyrektorem został syn Petera Westena – Fritz.
W 1919 polskie władze zakłady znacjonalizowały, ale z powodu przynoszonych strat wróciły w posiadanie Westena. W końcu lat 20. XX w. w zakładzie w Olkuszu pracowało ok. 2,5 tys. robotników. Zakład produkował dziennie ok. 28 ton wyrobów, z czego 70 proc. trafiało na eksport, m.in. do krajów nadbałtyckich, Afryki Północnej, Azji Mniejszej, a nawet Gwatemali.
Na początku lat 20. XX w., podczas strajku, w zbudowanym przez niego zakładzie w Rostowie robotnicy chcieli go spalić w piecu emalierskim, w którym temperatura dochodzi do tysiąca stopni, powstrzymali ich jednak pracujący tam robotnicy z Olkusza. Polacy ściągnęli go już z podajnika, którym wjeżdżały do pieca przygotowane do wypalenia emalii naczynia.
W 1932 wyjechał z Olkusza do miasta Mediasz (niem. Mediasch, węgierskie Medgyes, staropolskie Meggesz), w centralnym Siedmiogrodzie (w okręgu Sybin) w Rumunii, w którym działała zbudowana w 1923 przez niego fabryka naczyń emaliowanych. Po wyjeździe do Rumunii nigdy już do Olkusza nie wrócił. Zmarł w 1934 i został pochowany na cmentarzu ewangelickim w Mediaszu. Grób Westena dopiero niedawno udało się odnaleźć, mimo znacznej dewastacji. Po jego śmierci zakłady przejęli synowie: Fritz zakład w Olkuszu, a Karl Herman, zakład w Mediaszu. Po II wojnie jego fabryki w Olkuszu i Mediaszu znacjonalizowano.
W Olkuszu po jego śmierci postawiono skromny pomnik na placu fabrycznym – popiersie z podpisem: Piotr Westen 1875–1934. Nie przetrwało ono jednak do naszych czasów. Kilka lat temu, dzięki staraniu m.in. byłych pracowników Olkuskiej Fabryki Naczyń Emaliowanych Emalia S. A. w Olkuszu, Wiesław Nadymus wyrzeźbił kolejne popiersie które ustawiono na starym cmentarzu w Olkuszu.

Westen bardzo dbał o swoich pracowników. Dostawali bezpłatne mieszkania, nie płacili za opał, wodę czy prąd. Na terenie olkuskiej fabryki działał bardzo tani sklep, gdzie nie naliczano marży. Każdy zatrudniony w fabryce otrzymywał kilka razy w roku "przydział" naczyń. Właściciel fabryki płacił też za podręczniki szkolne.

## Ciekawostka
Jednym z pierwszych produktów zakładu Westena był emaliowany dzbanek do kawy. Dzbanek o wzorze zakładowym 578 T jest produkowany do dzisiaj, czyli ponad 115 lat. Jedną z jego zalet było i jest to, że przy rozlewaniu nie rozlewa się nawet kropla, co w nowszych dzbankach nie zawsze jest osiągalne. Wystawiano go m.in. na wystawie „Rzeczy pospolite – polskie produkty 1899–1999”, w Poznaniu, Krakowie i Warszawie, trafił też na okładkę albumu wydanego z tej okazji pod tytułem „Rzeczy pospolite. Polskie wyroby 1899-1999”, Wydawnictwo BoSz, 2001, wyd. polsko-angielskie).